# Juan Cruz Díaz Espósito
Juan Cruz Díaz Espósito (Quilmes, 25 aprile 2000) è un calciatore argentino naturalizzato spagnolo, attaccante del Leganés.

## Biografia
Nato a Quilmes, si trasferisce da piccolo con la famiglia in Spagna a Rincón de la Victoria, una località vicino Malaga.

## Carriera

### Club
Giovanili nel Malaga
Nel 2010 entra a far parte del settore giovanile del Malaga. Il 19 maggio 2018 ha esordito in prima squadra, disputando l'incontro della Liga perso per 0-1 contro il Getafe. Il 16 dicembre 2020 realizza la sua prima rete con la squadra, in occasione dell'incontro della Coppa del Re vinto per 0-4 ai danni del Coruxo.
Real Betis
Il 1º luglio 2021 firma un contratto biennale con il Betis, che lo aggrega alla propria squadra riserve. Il 21 ottobre 2022 viene promosso in prima squadra e prolunga il suo contratto fino al 2025.
Cd Leganès
Il 1º luglio 2024 viene acquistato dal Cd Leganès per 1 milione di euro.

### Nazionale
Nel 2018 ha giocato una partita nella nazionale spagnola Under-18.

## Statistiche

### Presenze e reti nei club
Statistiche aggiornate al 24 novembre 2022.
| Stagione        | Squadra         | Campionato      | Campionato | Campionato | Coppe nazionali | Coppe nazionali | Coppe nazionali | Coppe continentali | Coppe continentali | Coppe continentali | Altre coppe | Altre coppe | Altre coppe | Totale | Totale |
| Stagione        | Squadra         | Comp            | Pres       | Reti       | Comp            | Pres            | Reti            | Comp               | Pres               | Reti               | Comp        | Pres        | Reti        | Pres   | Reti   |
| --------------- | --------------- | --------------- | ---------- | ---------- | --------------- | --------------- | --------------- | ------------------ | ------------------ | ------------------ | ----------- | ----------- | ----------- | ------ | ------ |
| 2017-2018       | Malaga B        | TD              | 3          | 0          |                 | -               | -               |                    | -                  | -                  |             | -           | -           | 3      | 0      |
| 2018-2019       | Malaga B        | SDB             | 24         | 2          |                 | -               | -               |                    | -                  | -                  |             | -           | -           | 24     | 2      |
| 2019-2020       | Malaga B        | TD              | 15         | 3          |                 | -               | -               |                    | -                  | -                  |             | -           | -           | 15     | 3      |
| 2020-2021       | Malaga B        | TD              | 22         | 7          |                 | -               | -               |                    | -                  | -                  |             | -           | -           | 22     | 7      |
| Totale Malaga B | Totale Malaga B | Totale Malaga B | 64         | 12         |                 | -               | -               |                    | -                  | -                  |             | -           | -           | 64     | 12     |
| 2017-2018       | Malaga          | PD              | 1          | 0          | CR              | -               | -               |                    | -                  | -                  |             | -           | -           | 1      | 0      |
| 2020-2021       | Malaga          | SD              | 3          | 0          | CR              | 1               | 1               |                    | -                  | -                  |             | -           | -           | 4      | 1      |
| Totale Malaga   | Totale Malaga   | Totale Malaga   | 4          | 0          |                 | 1               | 1               |                    | -                  | -                  |             | -           | -           | 5      | 1      |
| 2021-2022       | Betis B         | PDR             | 28         | 2          |                 | -               | -               |                    | -                  | -                  |             | -           | -           | 28     | 2      |
| 2022-2023       | Betis B         | SF              | 4          | 4          |                 | -               | -               |                    | -                  | -                  |             | -           | -           | 4      | 4      |
| Totale Betis B  | Totale Betis B  | Totale Betis B  | 32         | 6          |                 | -               | -               |                    | -                  | -                  |             | -           | -           | 32     | 6      |
| 2022-2023       | Betis           | PD              | 5          | 1          | CR              | 0               | 0               | UEL                | 0                  | 0                  |             | -           | -           | 5      | 1      |
| Totale carriera | Totale carriera | Totale carriera | 105        | 19         |                 | 1               | 1               |                    | 0                  | 0                  |             | -           | -           | 106    | 20     |

## Palmarès

### Club

#### Competizioni nazionali
- Segunda División: 1

Leganés: 2023-2024

### Nazionale
- Giochi del Mediterraneo: 1

 Tarragona 2018